# 金井愛砂美
金井 愛砂美（かない あさみ、1984年8月21日 - ）は、日本の女優。

## プロフィール
- 出身地：神奈川県
- 血液型：B型
- 学歴：
- 特技：
- 芸能事務所所属歴：平田崑プロモーション
- 身長：161cm   体重 46kg  ※19歳当時
- スリーサイズ：B82cm - W60cm - H87cm    ※19歳当時| [icon] | この節の加筆が望まれています。 |

## 主な出演作品

### テレビ
- 3年B組金八先生パート5（1999年 - 2000年、TBS） - 平吹有里子 役
  - 3年B組金八先生スペシャル（2001年、TBS）

### 映画
- 天使のウィンク 日光猿軍団（1995年） - リカ 役
- tokyo skin（1996年） - 刺青少女 役
- 友情　Friendship（1998年）
- バトル・ロワイアル（2000年） - 松井知里 役
  - バトル・ロワイアル 特別編（2001年） - 松井知里 役

### オリジナルビデオ
- 学校怪談　呪われた記憶（1998年）

### CM
- NOVA（1996年）

### イメージガール
- 小田急 「初詣」（ポスター）